# 3 de Mayo, Chiapas
3 de Mayo är en ort i Mexiko. Den ligger i kommunen Escuintla och delstaten Chiapas, i den sydöstra delen av landet, 800 km sydost om huvudstaden Mexico City. 3 de Mayo ligger 485 meter över havet och antalet invånare är 126.
Terrängen runt 3 de Mayo är kuperad söderut, men norrut är den bergig. Runt 3 de Mayo är det ganska tätbefolkat, med 111 invånare per kvadratkilometer. Närmaste större samhälle är Escuintla, 16,7 km väster om 3 de Mayo. I omgivningarna runt 3 de Mayo växer i huvudsak städsegrön lövskog.